# 希夸默根-尼古莱特国家森林
希夸默根-尼古莱特国家森林（英語：Chequamegon-Nicolet National Forest）是美国的一处国家森林，1933年建立，位处威斯康星州北部，占地面积1,530,647英畝（6,194.31平方）。该区域内的大片原始森林曾在20世纪早期因伐木被毁，如今森林中的部分树木是平民保育团在1930年代种下的。